# Laqsir
Laqsir  (in arabo لقصير‎?) è un centro abitato e comune rurale del Marocco situato nella provincia di El Hajeb, regione di Fès-Meknès. Conta una popolazione di 32 028 abitanti (censimento 2014).